# Кудинов, Юрий Николаевич
Ю́рий Никола́евич Куди́нов (род. 22 февраля 1962) — советский и российский актёр театра и кино.

## Биография

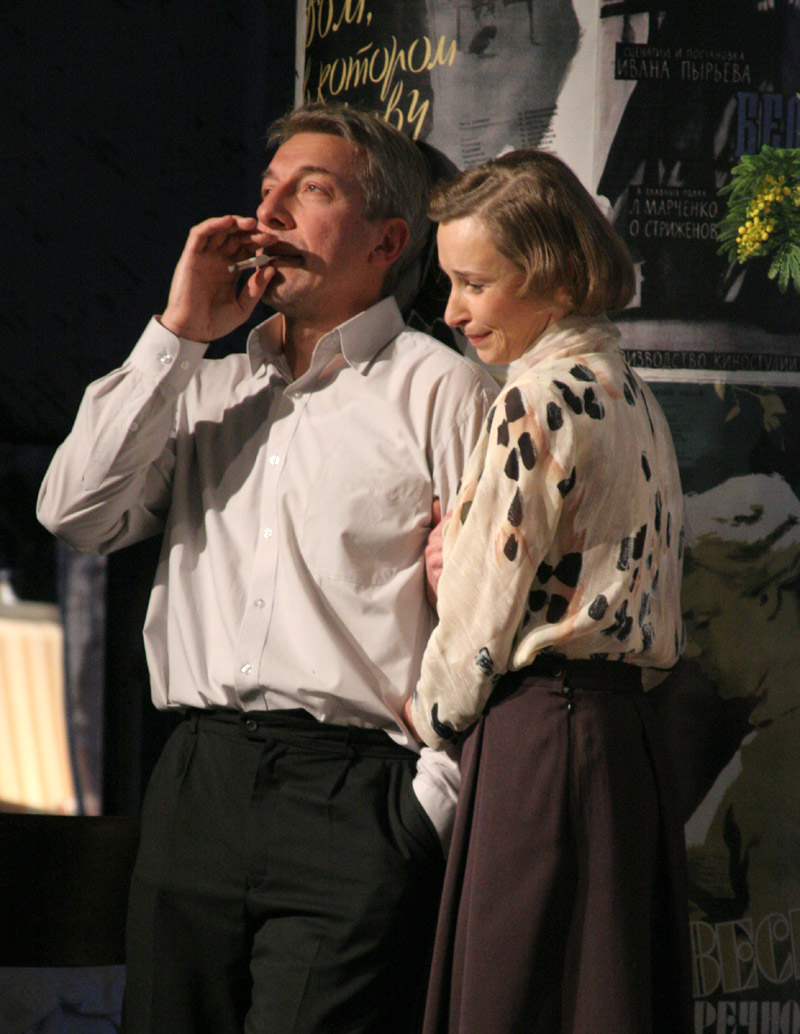
Сцена из спектакля «Пять вечеров» Саратовского академического театра драмы им. Слонова
Ильин — Юрий Кудинов, Тамара — Алиса Зыкина

Юрий Кудинов родился 22 февраля 1962 года.
В 1988 году окончил театральный факультет Саратовской консерватории (курс В. З. Федосеева).
Дипломными работами Юрия Николаевича были Лопахин («Вишнёвый сад» А. П. Чехова), Йорик («Крыша» Александра Галина), Деметрий («Сон в летнюю ночь» Шекспира), Грибов («В кольце тишины»).
По окончании учёбы один сезон работал в «Театре-88».
В 1992 году дебютировал в кинематографе, снявшись в фильме «Сон господина Экономиди».
Затем, с 1991 по 2003 год работал в Саратовском театре «АТХ».
С 1997—2005 годы — ведущий под псевдонимом «Николай Гагарин», автор проектов и программ на радиостанциях Саратова: Рокс, РДВ, Русское Радио, Ру-Ра, Шансон, На семи холмах.
С 2002—2005 гг. — программный директор саратовской редакции радио «Шансон», «На 7 холмах», «Милицейская волна».
На «Радио 7» выходит православная программа «Восхождение», одним из создателей которой является Кудинов.
Работал с детьми в Гимназии № 5 руководителем театральной студии. Имеет высшую квалификационную категорию педагога дополнительного образования.
Работал в Педагогическом институте СГУ имени Н. Г. Чернышевского на музыкальном факультете — руководил Малым хоровым театром (МХТ).
С октября 2006 года в труппе Саратовского академического театра драмы.
Играл главную роль в спектакле «Чудо Святого Антония» по пьесе Мориса Метерлинка, которую в Саратовском театре драмы поставил Ансар Халилуллин.
С сентября 2017 по июнь 2021 года руководил театральной студии «Мастерская» в рамках детской театральной студии имени О. П. Табакова при Саратовском ТЮЗе им. Ю. П. Киселева.
В 2021 году приглашён в СаТИ.
Преподает актерское мастерство в театральном институте СГК имени Л. В. Собинова.
Является художественным руководителем курса.

## Творчество

### Роли в театре

#### Театр-88
- «Кастручча» Александра Володина — Понтус
- «Назовите как хотите» Шекспира — Шут
- «Кремлёвский старец» В. Коркия — Сталин
- «В кольце тишины» Виталия Раздольского- Зайцев
- «Приключения Незнайки» Николая Носова — Незнайка

#### Академия театральных художеств
- «Почему я лучше всех?» Д. Хармса — Введенский, Фаол
- «Правда мы будем всегда» С. Козлова — Медвежонок
- «Незаживающий рай» В. В. Казакова. Режиссёр: Иван Верховых — Истлентьев[3]
- «Моцарт и Сальери» А. С. Пушкина — Пушкин
- «Прекрасность жизни» Е. Поповой — муж
- «В ожидании Коровкина» Ф. М. Достоевского — Егор Ильич
- «Когда пройдёт пять лет» Федерико Лорка — Старик
- «Город» Евгения Гришковца — Он

#### Саратовский академический театр драмы имени И. А. Слонова

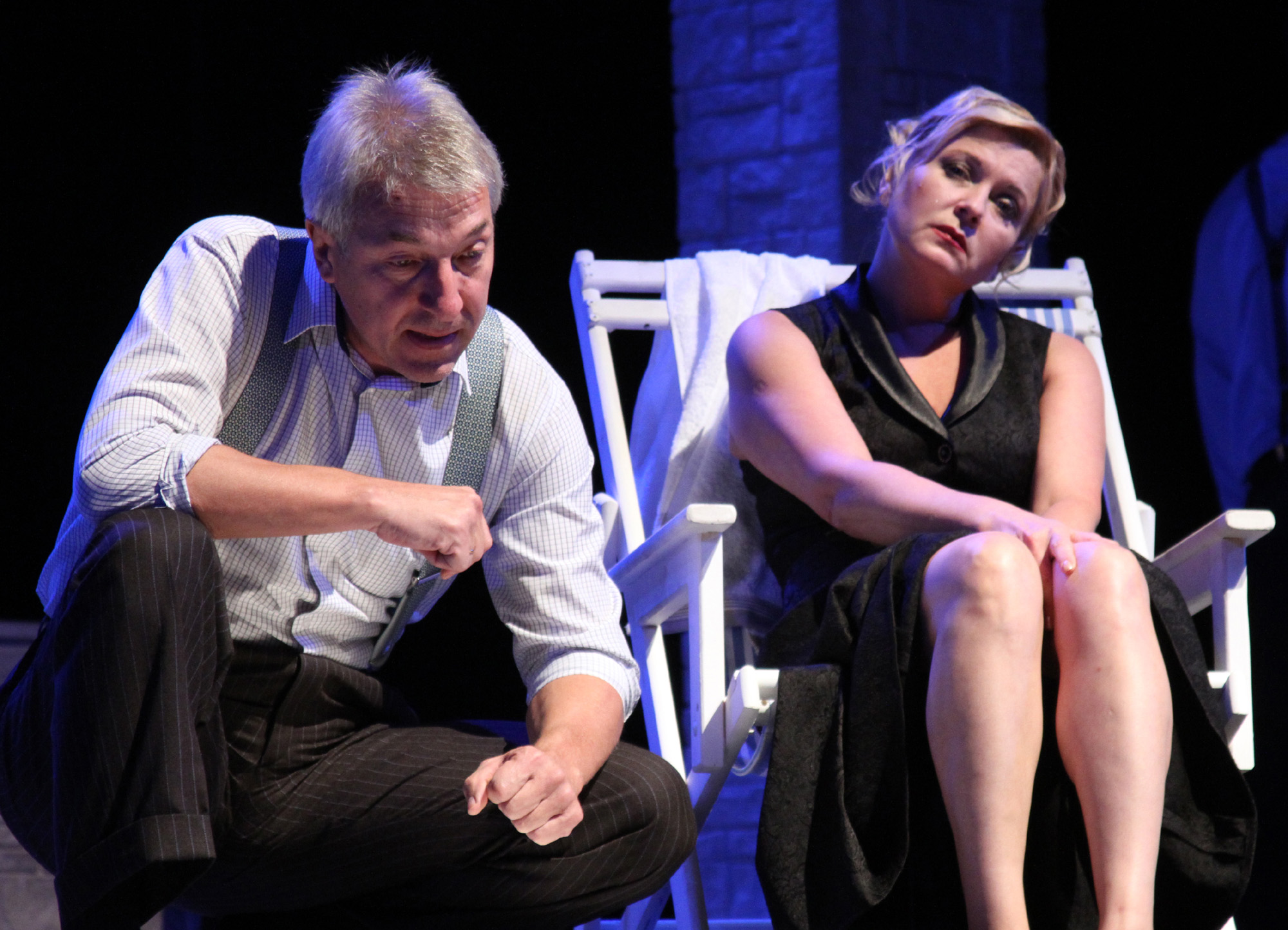
Сцена из спектакля «Все мои сыновья» Саратовского академического театра драмы им. Слонова

- 2006 — «Кукушкины слёзы» А. Н. Толстого. Режиссёр: Александр Плетнёв — Хомутов[4]
- 2007 — «Валентинов день» Ивана Вырыпаева. Режиссёр: Виктора Рыжакова — Валентин
- 2008 — «Лучшие дни нашей жизни» У. Сарояна. Режиссёр: Александр Плетнёв — Джо
- 2009 — «Пять вечеров» Александра Володина. Режиссёр Ольга Харитонова — Ильин
- 2011 — «Чудо Святого Антония» Мориса Метерлинка. Режиссёр: Ансар Халилуллин — Святой Антоний
- 2012 — «Город ангелов» Игоря Игнатова. Режиссёр: Даниил Безносов — дядя Саша
- 2014 — «Всё мои сыновья» Артура Миллера. Режиссёр: Николай Дручек — Доктор Джим Бэйлисс
- 2014 — «Школа жён» Жан-Батист Мольера. Режиссёр: Эрвин Гааз — Кризальд, друг Арнольфа
- 2016 — «Снимается кино» Эдварда Радзинского. Режиссёр: Никита Рак — Трофимов
- 2017 — «Приключения Аладдина» по мотивам «Сказки тысяча и одной ночи». Режиссер: Любовь Баголей — Султан
- 2020 — «Свидетель обвинения» Агаты Кристи. Режиссёр: Эльвира Данилина — Сэр Уилфред Робертс
- 2021 — «Две матери, две дочери. ON-OF» Алексея Слаповского. Режиссер: Александр Доронин. — Евгений Федорович
- 2021 — «Моцарт и Сальери» А. С. Пушкина. Режиссёр Ольга Харитонова — Сальери

### Постановки в театре
- «Вишнёвый сад» А.Чехов. Дипломный спектакль театрального института СГК им. Л.В. Собинова. (Саратовский театр драмы имени И.А. Слонова, премьера 30 июня 2024)
- «Игра в классику» по произведениям А.Островского и Н.Гоголя Дипломный спектакль театрального института СГК им. Л.В. Собинова. (Саратовский театр драмы имени И.А. Слонова, премьера 7 апреля 2023)
- «Старший сын» А. Вампилов. Дипломный спектакль театрального института СГК им. Л.В.Собинова. (Саратовский театр драмы имени И.А.Слонова, премьера 30 июня 2023)
- «Шукшин Ва.М» рассказы. Дипломный спектакль театрального института СГК им. Л.В.Собинова. (Саратовский театр драмы имени И.А.Слонова, премьера 6 апреля 2023)
- Спектакль для детей «Ах, Адерсен!» по мотивам сказок Ханса Кристиана Андерсена. (Историческая сцена Саратовского ТЮЗа. Премьера состоялась 10 мая 2018 года)
- «Карта Мира» Хуана Майорги. Спектакль поставлен в соавторстве с режиссером Иваном Верховых в рамках празднования 30-й годовщины театра АТХ. Премьера состоялась 30 ноября 2018 г в Москве в Большом зале «Класс-центра». Мероприятие организовано театром ATX в сотрудничестве с «Класс-центром» и Институтом Сервантеса в Москве.
- Спектакль для детей. «Малыш и Карлсон, который живет на крыше» по мотивам повестей Астрид Линдгрен. (Историческая сцена Саратовского ТЮЗа. Премьера состоялась 24 декабря 2017 года)
- Спектакль для детей. «В некотором царстве» по мотивам русских народных сказок (Саратовский театр драмы имени И.А.Слонова, премьера 26 декабря 2011)
- Бенефис народной артистки Р. Ф. Валентины Федотовой к 60-ти летию (Саратовский театр драмы имени И.А.Слонова, премьера 26 декабря 2011 г.)
- Бенефис народного артиста Р. Ф. Александра Галко к 70-ти летию (Саратовский театр драмы имени И.А. Слонова, 29 сентября 2008 г.)

### Фильмография
- 1992 — Сон господина Экономиди (режиссёр Е. Крылов)[1]
- «Фауст» (режиссёр Е. Крылов)
- «Миссионерские письма» (ТВ)
- «Понять простить» (ТВ)

### Дублирование компьютерных игр
- 2020 год — Mafia: Definitive Edition — Луиджи Марино

## Критика
Театральный обозреватель Ирина Крайнова, рецензируя на страницах журнала «Страстной бульвар, 10» постановку Саратовского академического театра драмы «Чудо Святого Антония», включила в число сильных актёров и хороших работ исполнение Юрием Кудиновым роли Антония. Крайнова назвала очень сыграным и спетым дуэт Кудинова с Еленой Блохиной (исполнившей роль служанки Виргинии). По утверждению Крайновой, отрешённо спокойного Кудиновского Антония ничто не может ни сбить с пути, ни вывести из равновесия.
Журналист Дмитрий Кузьмин в своей рецензии о постановке Саратовского театра драмы «Чудо Святого Антония» для информационного агентства «СаратовБизнесКонсалтинг», отметил игру Юрия Кудинова, как спасающую весь спектакль. По мнению Кузьмина, обаятельный Кудинов, которому хочется верить, идеально подошёл на роль Антония, продемонстрировав целый спектр эмоций от огорчения до радости, изобразив растерянность и показав усталость голосом. По утверждению Кузьмина, всякий раз оборачивающийся к зрителям лицом с беззащитной улыбкой Антоний в исполнении Кудинова вызывал проявления человеческого сочувствие, желание оказать помощь.